# 오유 톨고이 광산

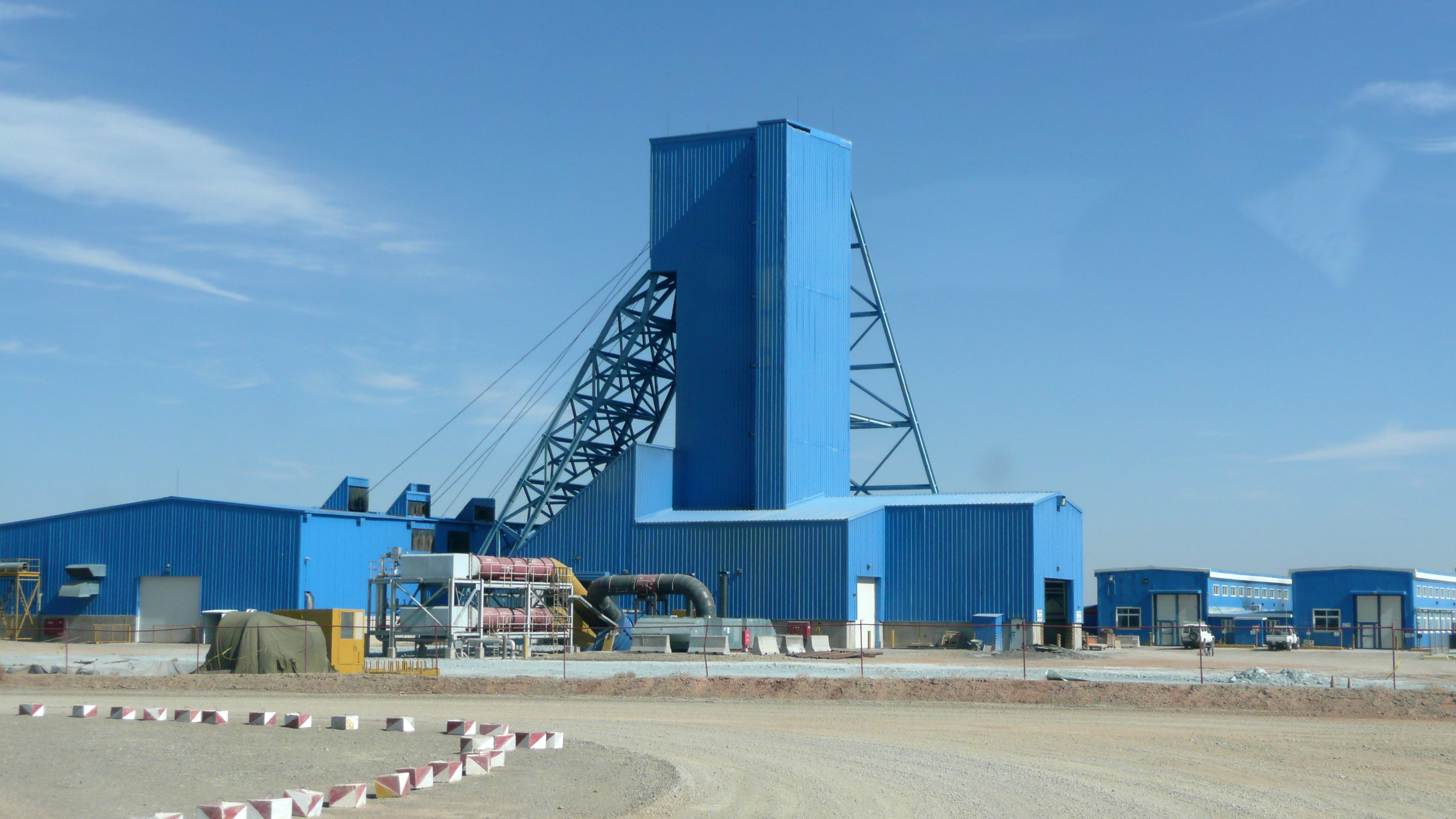
오유 톨고이 제1광산의 모습

오유 톨고이 광산(몽골어: Оюу Толгой)은 몽골의 고비 사막에 있는 구리와 금을 생산하는 광산이다.